# La Borinqueña
La Borinqueña és l'himne nacional de Puerto Rico. La seva música va ser escrita originalment pel català emigrat Fèlix Astol i Artés el 1867, i la lletra actual és de Manuel Fernández Juncos, que el 1903 va reemplaçar una versió del 1868, de Lola Rodríguez de Tió. El títol fa referència al nom original arawak, o taíno, de l'actual illa de Puerto Rico: Boriken (en castellà, Borinquen).

## Història
La música va sorgir el 1867 de la peça de ball Bellísima trigueña, composta per en Fèlix Astol (s'ha argumentat que l'autor de la melodia hauria estat Francisco Ramírez Ortiz, que no l'hauria signada per por a represàlies polítiques, i Astol únicament l'instrumentador: però mai no s'ha provat documentalment, i l'autoria de Fèlix Astol és la reconeguda oficialment, i per la majoria d'historiadors). A l'any següent, el 1868, la poetessa Lola Rodríguez va fer una nova lletra, de contingut independentista, en suport de la revolució porto-riquenya. Es va fer molt popular, però ràpidament fou prohibida pel govern colonial espanyol. El 1903, ja independitzat Puerto Rico d'Espanya, es va considerar que la lletra de Rodríguez era massa subversiva per a un himne estatal i Manuel Fernández Juncos en va fer un nova versió, que d'aleshores ençà s'ensenyà a les escoles del país. Quinze anys més tard, Luis R. Miranda, músic militar, va arranjar la música a ritme de marxa. El 1952, l'Asamblea Legislativa de Puerto Rico va establir (Llei 2, de 24 de juliol) la música de La Borinqueña com a himne oficial de Puerto Rico. Finalment, el 1977 (Llei 123, de 27 de juliol), les cambres legislatives i el Governador van oficialitzar la lletra de Fernández Juncos com a lletra oficial per a l'himne de l'Estat.
A continuació es reprodueixen les dues lletres de l'himne. La de Lola Rodríguez de Tió s'ha associat històricament, i encara ara en protestes anti-nord-americanes, amb els moviments independentistes porto-riquenys.

## Música
Música de Bellísima trigueña en midi
 Música oficial de l'himne La borinqueña en midi Arxivat 2006-08-19 a Wayback Machine.
Música de l'himne, en MP3 Arxivat 2016-03-03 a Wayback Machine.
Partitura de l'himne

## Lletres

### Lletra oficial (Manuel Fernández Juncos, 1903)
La tierra de Borinquén

donde he nacido yo,

es un jardín florido

de mágico primor.

Un cielo siempre nítido

le sirve de dosel

y dan arrullos plácidos

las olas a sus pies.

Cuando a sus playas llegó Colón;

Exclamó lleno de admiración;

"Oh!, oh!, oh!, esta es la linda

tierra que busco yo".

Es Borinquén la hija,

la hija del mar y el sol,

del mar y el sol,

del mar y el sol,

del mar y el sol,

del mar y el sol.

### Lletra original revolucionària (Lola Rodríguez de Tió, 1868)
¡Despierta, borinqueño

que han dado la señal!

¡Despierta de ese sueño

que es hora de luchar!
A ese llamar patriótico

¿no arde tu corazón?

¡Ven! Nos será simpático

el ruido del cañón.
Mira, ya el cubano 

libre será;

le dará el machete

su libertad...

le dará el machete

su libertad.
Ya el tambor guerrero

dice en su son,

que es la manigua el sitio,

el sitio de la reunión,

de la reunión...

de la reunión.
Bellísima Borinquén,

a Cuba hay que seguir;

tú tienes bravos hijos

que quieren combatir.
ya por más tiempo impávido

no podemos estar,

ya no queremos, tímidos

dejarnos subyugar.
Nosotros queremos

ser libre ya,

y nuestro machete

afilado está.

y nuestro machete 

afilado está.
¿Por qué, entonces, nosotros

hemos de estar,

tan dormidos y sordos

y sordos a esa señal?

a esa señal, a esa señal?
No hay que temer, riqueños

al ruido del cañón,

que salvar a la patria

es deber del corazón!
ya no queremos déspotas,

caiga el tirano ya,

las mujeres indómitas

también sabrán luchar.
Nosotros queremos

la libertad,

y nuestros machetes 

nos la darán...

y nuestro machete 

nos la dará...
Vámonos, borinqueños,

vámonos ya,

que nos espera ansiosa,

ansiosa la libertad.

¡La libertad, la libertad!
[Hi ha una versió lleugerament diferent amb una estrofa més entre "...reunión" i "Bellísima Borinquén..." que fa:
El Grito de Lares

se ha de repetir,

y entonces sabremos 

vencer o morir.
Tenint en compte que el Grito de Lares és del mateix any 1868, sembla que aquesta versió seria una reescriptura posterior]